# The B-52’s (Album)
The B-52’s ist das Debütalbum der US-amerikanischen Rockband The B-52’s. Im deutschsprachigen Raum ist es auch unter dem Titel Play Loud bekannt. Es wurde 1978/79 auf den Bahamas aufgenommen und im Juli 1979 veröffentlicht. Das Debütalbum der Band zählt zu den Klassikern der New Wave.

## Hintergrund
Der Stil der B-52’s deckt eine weite musikalische Bandbreite ab, die sich zwischen Pop, Rock, Dance, Surf, Punk und New Wave bewegt. Rockige Gitarrenriffs, der abwechselnd melodische und schrille Gesang Kate Piersons und Cindy Wilsons (der Schwester des Gitarristen Ricky Wilson) sowie Fred Schneiders extravaganter, leicht nasaler Gesang, der sich zwischen Singen und Sprechgesang bewegt, zeichnen dieses Album aus.
Das Cover zeigt die Gruppe auf einer bearbeiteten Fotografie von George DuBose vor gelbem Hintergrund; Gesichter, Hände und Füße sind fotografiert, während die Kleidung aufgedruckt ist. Auffallend sind außerdem die hohen Bienenkorbfrisuren von Kate Pierson und Cindy Wilson, die als Markenzeichen und Namensgeber der Band fungierten. Gestaltet wurde das Cover von Tony Wright alias Sue Ab Surd. Fotograf DuBose machte sich zuvor durch die Zusammenarbeit mit der Punkband Ramones einen Namen.
Planet Claire, 52 Girls, Dance This Mess Around, Rock Lobster und 6060-842 wurden 1979 als Singles ausgekoppelt. Eine frühe Version von Rock Lobster erschien bereits im April 1978 über das Indie-Label DB Records.

## Titelliste
Seite 1
1. Planet Claire (Fred Schneider, Keith Strickland, Henry Mancini) – 4:35
2. 52 Girls (Jeremy Ayers, Ricky Wilson) – 3:34
3. Dance This Mess Around (Kate Pierson, Schneider, Strickland, Cindy Wilson, R. Wilson) – 4:36
4. Rock Lobster (Schneider, R. Wilson) – 6:49

Seite 2
1. Lava (Pierson, Schneider, Strickland, C. Wilson, R. Wilson) – 4:54
2. There’s a Moon in the Sky (Called the Moon) (Pierson, Schneider, Strickland, C. Wilson, R. Wilson) – 4:54
3. Hero Worship (Robert Waldrop, R. Wilson) – 4:07
4. 6060-842 (Pierson, Schneider, Strickland, R. Wilson) – 2:48
5. Downtown (Tony Hatch) – 2:57

## Zu einzelnen Titeln
Das Album beginnt mit Planet Claire, der einer der beliebtesten Songs der B-52’s ist. Er baut auf einem Gitarrenlauf auf, der Henry Mancinis Thema aus der Fernsehserie Peter Gunn zitiert und sich außerdem durch ein auffälliges Keyboardspiel auszeichnet. Es spiegelt die Atmosphäre eines Science-Fiction-Films wider.
Es folgt der Titel 52 Girls, bei dem das schrammelnde Gitarrenspiel Ricky Wilsons und der weit vom Hörer entfernt klingende Gesang einen Gegensatz bilden.
Das dritte Stück, Dance This Mess Around, fällt besonders durch seine monotonen Töne und den schrillen, kreischenden Gesang Cindy Wilsons auf. Es ist einer der einprägsamsten Songs auf der LP sowie im gesamten Werk der B-52’s.
Der vierte Titel, Rock Lobster, bildet den Schluss der ersten Seite der LP. Mit seinen knapp sieben Minuten Länge ist es der längste des Albums und gleichzeitig, neben Love Shack vom Album Cosmic Thing, der erfolgreichste Song der Band.
Letzter Song des Albums ist Downtown, eine Coverversion des Klassikers von Petula Clark und gleichzeitig ein etwas ironischer Kommentar desselben.

## Rezeption
Die Musikzeitschrift Rolling Stone wählte The B-52’s 2003 sowie 2012 auf Platz 152 und 2020 auf Platz 198 der 500 besten Alben aller Zeiten. Rock Lobster erreichte 2004 Platz 147 und 2021 Platz 300 der 500 besten Songs aller Zeiten. Darüber hinaus belegt das Album Platz 28 der 100 besten Debütalben.
In der Aufstellung der 500 besten Alben aller Zeiten des New Musical Express rangiert The B-52’s auf Platz 452.
Pitchfork wählte Rock Lobster auf Platz 81 der 200 besten Songs der 1970er Jahre.
Das Album wurde in die 1001 Albums You Must Hear Before You Die aufgenommen.

## Kommerzieller Erfolg

### Chartplatzierungen
| ChartsChartplatzierungen       | Höchstplatzierung | Wochen |
| ------------------------------ | ----------------- | ------ |
| Vereinigte Staaten (Billboard) | 59 (74 Wo.)       | 74     |
| Vereinigtes Königreich (OCC)   | 22 (12 Wo.)       | 12     |

### Auszeichnungen für Musikverkäufe
| Land/Region               | Auszeichnungen für Musikverkäufe (Land/Region, Auszeichnung, Verkäufe) | Verkäufe  |
| ------------------------- | ---------------------------------------------------------------------- | --------- |
| Australien (ARIA)         | 2× Platin                                                              | 140.000   |
| Frankreich (SNEP)         | Gold                                                                   | 100.000   |
| Neuseeland (RMNZ)         | 4× Platin                                                              | 80.000    |
| Vereinigte Staaten (RIAA) | Platin                                                                 | 1.000.000 |
| Insgesamt                 | 1× Gold · 7× Platin ·                                                  | 1.320.000 |